# メープルバレー郡区 (アイオワ州ブエナビスタ郡)
メープルバレー郡区は、アメリカ合衆国、アイオワ州、ブエナビスタ郡にある16の郡区の一つである。2000年の国勢調査で、人口は259人だった。

## 地理
メープルバレー郡区は、93.5平方キロメートル（36.11平方マイル)で、組み込まれている自治体(incorporated settlements)は存在しない。アメリカ地質調査所によると、この郡区はMaple ValleyとSaint John's Lutheranの2つの霊園が含まれる。